# ۸۶۴ (میلادی)

## رویدادها
- ژانویه: زمین‌لرزه ری. زمین لرزه‌ای در ذیحجه ۲۴۹ به ری زیان رساند. این لرزه خانه‌های بسیاری را ویران کرد و شمار زیادی از مردم را کشت.
- راه اندازی ضرابخانه«monnaie de paris» که هنوز در حال تولید پول است.(۸۶۴.م)
- بازسازی مسجد ایا صوفیا (۸۶۴.م)
- باز پس گیری جزیره نیسار  در طی جنگ با بیزانس توسط سایمون کبیر (امپراتور اولین امپراتوری بلغارها)(۸۶۴.م)
- مسیحی شدن بلغار ها(دین رسمی قرار داده شدن مسیحیت در امپراتوری اول بلغارستان)(۸۶۴.م)
- یوهانس ویدمان، مخترع مثبت و منفی(علامتی در ریاضی) موفق به کسب دکترای خود شد(۸۶۴.م)
- بدنیا آمدن ابوبکر محمد بن زکریا رازی فیلسوف و دانشمند ایرانی در ری (۸۶۴.م)